# Bendheim Center for Finance
Das Bendheim Center for Finance (BCF) ist ein interdisziplinäres Forschungszentrum der Princeton University. Es wurde 1997 auf Initiative Ben Bernankes gegründet und ist der Forschung und Lehre in den Bereichen Geld- und Finanzmarktökonomie gewidmet.

## Aufgabe
Das Bendheim Center for Finance betreibt ökonomische Grundlagenforschung und Lehre in den Bereichen der Geld- und Finanzmarktökonomie. Dabei verfolgt es das Ziel, zu einer technologisch modernen und stabilen Architektur des internationalen Finanzmarktes zum Wohl unserer globalen Gesellschaft beizutragen.

## Mitglieder
Die Mitglieder des Bendheim Centers sind größtenteils Professoren und Professorinnen der Abteilung für Volkswirtschaftslehre der Princeton University. Die Mitglieder rekrutieren sich auch aus weiteren Abteilungen der Universität, beispielsweise jenen für Psychologie, Informatik, und Operations Research.
Die aktuellen und früheren Mitglieder des Bendheim Centers erhielten vielfältige Auszeichnungen. Daniel Kahneman (2002), Paul Krugman (2008), und Christopher Sims (2011) erhielten den Alfred-Nobel-Gedächtnispreis für Wirtschaftswissenschaften. Yuliy Sannikov (2016) wurde mit der John Bates Clark Medal ausgezeichnet. Der Fischer-Black-Preis wurde an Harrison Hong (2009) und Sannikov (2015) verliehen. Markus Brunnermeier erhielt den Germán-Bernácer-Preis (2008). Daniel Kahneman wurde mit der Presidential Medal of Freedom (2013) geehrt. Markus Brunnermeier (2004) und Wei Xiong (2012) gewannen den Smith-Breeden-Preis, Atif Mian (2010) und Brunnermeier (2013) den Brattle-Preis.
Darüber hinaus wurden zahlreichen Mitgliedern des Centers Fellowships zuerkannt, darunter das der Econometric Society, der National Academy of Sciences, der Society for Industrial and Applied Mathematics, des Institute of Mathematical Statistics, der American Economic Association, das Guggenheim-Fellowship, und das Sloan Research Fellowship.

## Forschung
Das Bendheim Center for Finance erarbeitete sich innerhalb weniger Jahre eine herausragende Reputation in der akademischen Welt. Dabei profitierte es davon, dass die Forschungsschwerpunkte des Bendheim Centers, die Unvollkommenheiten der Finanzmärkte und die Finanzmarktökonomie, nach dem Platzen der Dotcom-Blase in 2000 rasant an Einfluss gewannen. Eine ähnliche Rolle spielte die empirische Forschung zu Immobilienmärkten und die Forschung zur Berücksichtigung des Finanzsektors und finanzieller Friktionen in Modellen der Geld- und Makroökonomie. Diese Modelle waren zentral für die Neuausrichtung der Geld- und Makroökonomie, der Finanzmarktregulierung, und der Gestaltung der Architektur internationaler Finanzmärkte nach der globalen Finanzkrise ab 2007.

## Studiengänge
Das Bendheim Center for Finance betreut in Forschung und akademischer Lehre sowohl Bachelor- als auch Masterstudenten sowie Doktoranden.

### Undergraduate Certificate in Finance
Studenten aller Fachrichtungen der Princeton University können während ihres grundständigen Studiums ein Zertifikat in Finance am Bendheim Center erwerben. Die Zulassungsvoraussetzungen zu diesem Programm verlangen Grundkenntnisse der Mathematik, der Wahrscheinlichkeitstheorie, und der Statistik. Studierende müssen je einen Pflichtkurs in Asset Pricing und Corporate Finance absolvieren. Die Wahlkurse thematisieren unter anderem die Bereiche Verhaltensorientierte Finanzmarkttheorie, Data Science, Portfoliotheorie, Geld- und Bankenwesen, Finanzkrisen, Risikomanagement, IT in Finance, Public Policy, Ethik in Finance, sowie die chinesische Volkswirtschaft. Das Bendheim Center bietet seinen Studierenden zudem ein Mentoring-Programm an, in dessen Rahmen unter anderem Kontakte zu Alumni vermittelt werden. Aktuell nehmen ca. 90 Studierende am Programm zum „Undergraduate Certificate in Finance“ teil. Ungefähr zwei Drittel dieser Studierenden ist im Studienfach Volkswirtschaftslehre eingeschrieben. Die übrigen Studierenden kommen unter anderem aus den Bereichen Informatik, Geschichte, Mathematik, und Ingenieurwissenschaften.

### Master in Finance
Der Studiengang Master in Finance richtet sich in erster Linie an Studierende, die eine Karriere im Bereich der Vermögensverwaltung, des Wertpapierhandels, des Risikomanagements, Fintechs, der makroökonomischen und finanzwissenschaftlichen Prognosen, oder angewandter Finanzmarktforschung anstreben. Das Masterstudium dauert üblicherweise vier Semester, kann jedoch bei ausreichendem Vorwissen auf zwei Semester verkürzt werden. Der Studiengang legt besonderen Wert auf die Vermittlung von Kenntnissen in Finanzmarktökonomie, Datenanalyse und -technologie, sowie Computational Economics. Da quantitative Methoden den Schwerpunkt der Kurse darstellen, ist der Studiengang auch für Studenten mit großem entsprechendem Vorwissen, beispielsweise Physiker, interessant. Pro Jahr werden ungefähr 35 Studierende in den Studiengang aufgenommen. Dies entspricht einer Quote von etwa 5 Prozent der Bewerbungen. Die New York Sun beschrieb den Studiengang als eine populäre Alternative zu einem MBA, insbesondere für zukünftige Karrieren im Wertpapierhandel oder bei Hedgefonds.

### Ph.D.-Programm
Das Bendheim Center for Finance bietet kein eigenes Ph.D.-Programm an. Es ist aber Anlaufstelle und Heimat für Finance-interessierte Doktoranden, beispielsweise aus den Bereichen Volkswirtschaftslehre, Operations Research, und Mathematik. Das Bendheim Center betreut die Doktoranden und bietet Kurse in Finance und verwandten Gebieten an. Zusätzlich organisiert das Institut ein wöchentlich stattfindendes Forschungsseminar für Doktoranden.

## Seminare, Vorlesungsreihen, und Konferenzen
Neben dem studentischen Forschungsseminar veranstaltet das Bendheim Center for Finance ein ebenfalls wöchentlich stattfindendes Finance Seminar sowie die Vorlesungsreihe „Princeton Finance Lectures“. Diese Vorlesungsreihe wird jedes Jahr von einem im Bereich Finance herausragenden Ökonomen gehalten. In den letzten Jahren waren dies Raghuram Rajan, Jeremy Stein, Ben Bernanke, Andrei Shleifer, Robert Shiller, Robert F. Engle, Robert C. Merton, und Lars Peter Hansen. Das Bendheim Center for Finance veranstaltet zudem regelmäßig Konferenzen. In der Vergangenheit beschäftigten sich diese beispielsweise mit sich verschärfenden Finanzmarktrisiken in China und Fintechs. Das Institut ist darüber hinaus jedes Jahr an der Organisation der „Princeton Initiative: Macro, Money and Finance“ beteiligt. Diese Initiative bringt circa 75 herausragende Doktoranden zahlreicher Universitäten zusammen um diese mit den neuesten Forschungsergebnissen in der Schnittstelle zwischen Geld-, Finanzmarkt- und Makroökonomie vertraut zu machen. In der „Career Speaker Series“ widmen sich Gäste aus der Industrie, Regierungen, oder forschungsnahen Einrichtungen vielfältigen Themen. Diese Vorträge richten sich sowohl an Studierende im Grundstudium als auch an jene im postgradualen Studium.